# Glaresis quedenfeldti
Glaresis quedenfeldti is een keversoort uit de familie Glaresidae. De wetenschappelijke naam van de soort is voor het eerst geldig gepubliceerd in 1968 door Petrovitz.